# Le Songe d'une nuit d'été (téléfilm, 1969)
Pour les articles homonymes, voir Le Songe d'une nuit d'été (homonymie).
Le Songe d'une nuit d'été est un téléfilm de Jean-Christophe Averty d'après la pièce Le Songe d'une nuit d'été de William Shakespeare. Il est diffusé pour la première fois le 25 décembre 1969.
Ce téléfilm féerique constitue l'une des premières œuvres de l'art vidéo.

## Synopsis
Lors d'une nuit au clair de lune différents personnages vont vivre une histoire d'amour non partagé où se mêlent le surnaturel et la farce dans les bois d'Athènes...

## Fiche technique
- Durée : 141 minutes

## Distribution
- Claude Jade : Héléna
- Christine Delaroche : Hermia
- Jean-Claude Drouot : Obéron
- Christiane Minazzoli : Titania
- Michel Ruhl : Lysandre
- Dominique Serina : Demetrius
- Michel Tureau : Puck
- Marie Versini : Hippolyte
- Benoît Allemane : Thésée
- Henri Virlogeux : Égée
- Jacques Ferrière : Bottom
- Michel Modo : Laflûte
- Guy Grosso : Lecoing
- Michel Robin : Crève-la-faim
- Michel Muller : Groin